# Ворланд (Вајоминг)
Ворланд (енгл. Worland) град је у америчкој савезној држави Вајоминг.

## Демографија
По попису из 2010. године број становника је 5.487, што је 237 (4,5%) становника више него 2000. године.
| Група             | 2000.         | 2010.         |
| Белци             | 4.414 (84,1%) | 4.437 (80,9%) |
| Афроамериканци    | 3 (0,1%)      | 14 (0,3%)     |
| Азијати           | 44 (0,8%)     | 34 (0,6%)     |
| Хиспаноамериканци | 708 (13,5%)   | 910 (16,6%)   |
| Укупно            | 5.250         | 5.487         |